# Любуницы
Любуницы — деревня в Батецком районе Новгородской области, с весны 2010 года относится к Мойкинскому сельскому поселению, площадь деревни — 40 гектаров. Деревня расположена на северо-западе области, между деревнями Мокрицы и Лугско, высота центра села над уровнем моря 47 м. Расположена на безымянном левом притоке реки Луга. До 2006 года в деревне находился разъезд Тёсовской УЖД.
| 2010 |
| ---- |
| 20   |

## История
На картах встречается название Либуницы (см. карту[какую?] 1942 года).
27 января 1944 года деревня освобождена из-под оккупации 377-й стрелковой дивизией (формирование Чебаркуль и Киров, входящей в состав 59-й армии Волховского фронта).